# نوناختی
نوناختی (انگلیسی: Naunakhte؛ زنده و فعال حوالی سال ۱۱۰۰ ق.م.) زنی در مصر باستان که در دوران حکمرانی دودمان بیستم مصر زندگی می‌کرد.

## زندگی
او در روستای کارگران در دیر المدینه زندگی می‌کرد و دو بار ازدواج کرد. اولین ازدواج او با قنیرخوپسف، کاتب ارشد دیر المدینه بود که صاحب کتابخانه بزرگی از متون بود (و نقاشی‌های دیواری زیادی را در اطراف منطقه دره پادشاهان حکاکی کرده بود). وقتی آنها ازدواج کردند، نوناختی تنها ۱۲ سال داشت، در حالی که شوهرش در دهه ۵۰ زندگی خود بود. پس از مرگ شوهر اولش، او با خائمنون، یک کارگر ساده روستایی ازدواج کرد. او چندین فرزند - به احتمال زیاد از ازدواج دومش - داشت که در مجموع ۴ پسر و ۴ دختر بودند.
در دهه ۱۹۲۰، باستان شناسانی که در دیر المدینه کار می‌کردند، ۴ پاپیروس کشف کردند که مربوط به ارث املاک نوناختی بود: این سند به‌طور کلی به عنوان «وصیت‌نامه نوناختی» شناخته می‌شود. این وصیت‌نامه در واقع رونوشتی از اظهارات شفاهی نوناختی در دربار دیر المدینه، در اکتبر ۱۱۴۵ پیش از میلاد، در سومین سال سلطنت فرعون رامسس پنجم است.
نوناختی که در آن زمان بسیار مسن بود (احتمالاً حدود ۸۰ سال) اظهار داشت که چهار فرزندش نباید هیچ‌یک از اموال او را به ارث ببرند، زیرا در دوران پیری از او مراقبت نکرده‌اند. اگرچه این فرزندان اموالی را که زمانی متعلق به پدرشان - خائمنون، همسر دوم نوناختی، بود به ارث می‌بردند، اما هیچ چیزی از دارایی او یا شوهر اولش به ارث نمی‌بردند.
یک سند دادگاهی دیگر، مربوط به یک سال بعد، نشان می‌دهد که نوناختی فوت کرده است، زیرا خائمون به دادگاه مراجعه نمود و درخواست کرد که همه چیز طبق خواسته نوناختی انجام شود.
این وصیت‌نامه، بینشی در مورد حقوق زنان مصری در طول سلسله بیستم، و همچنین قانون و پویایی خانواده، از جمله انتظارات از رفتار فرزندان با والدین مسن، ارائه می‌دهد. به عنوان مثال، وصیت‌نامه نشان می‌دهد که نوناختی می‌توانست از پدرش اموالی را به ارث ببرد و این اموال در طول هر دو ازدواجش متعلق به او باقی ماند.